# Parque Garota de Ipanema
O Parque Garota de Ipanema é um parque de 25 mil metros quadrados localizado no bairro de Ipanema, no município do Rio de Janeiro, no estado do Rio de Janeiro, no Brasil. Fica em frente à praia do Arpoador. O seu nome é uma referência à famosa canção Garota de Ipanema, de Tom Jobim e Vinícius de Morais.
Inaugurado em 1968, foi reformado em 2023 e conta com:
- parquinho infantil
- arena musical
- mirante
- jardim de bromélias
- parcão
- dois bowls de skate[3]